# Barátos község
Barátos község (románul: Comuna Brateș) község Kovászna megyében, Romániában. Központja Barátos, beosztott falvai Orbaitelek, Páké.

## Népessége
A 2011-es népszámlálás adatai alapján a község népessége 1531 fő volt.